# Oligia exsiccata
Oligia exsiccata är en fjärilsart som beskrevs av Hans Daniel Johan Wallengren 1860. Oligia exsiccata ingår i släktet Oligia och familjen nattflyn. Inga underarter finns listade i Catalogue of Life.